# 金腹树鼩
金腹树鼩（学名：Tupaia chrysogaster）是树鼩属的一种。它也被称为明打威树鼩，因为它是印尼明打威群岛的西普拉岛、北巴盖岛和南巴盖岛的特有种。它生活在森林中，由于岛上的森林不断被砍伐，因此栖息地丧失而被认为是濒危物种。
美国动物学家小格里特·史密斯·米勒首先描述了来自北巴盖岛的金腹树鼩，那是美国国家博物馆收藏的动物学藏品的一部分。他认为金腹树鼩是一个独特的物种，因为这种类型标本与普通树鼩的不同之处在于更大的牙齿和头骨、背部颜色更深的皮毛和更粗糙的灰白尾巴。